# Charlotte Brooke
Pour les articles homonymes, voir Brooke.
Charlotte Brooke (née vers 1740 dans le comté de Cavan en Irlande et morte en 1793 à Longford) est une traductrice et poétesse irlandaise. Son œuvre majeure est Reliques of Irish Poetry, une compilation de poèmes irlandais avec leur traduction en anglais.

## Biographie
Charlotte Brooke naît à Rantavan, dans le comté de Cavan ; elle est la fille d’Henry Brooke, écrivain et poète, et de Catherine Meares. Henry Brooke supervise l’éducation de sa fille et veille à développer sa curiosité et sa mémoire : elle sait lire à cinq ans, et s’entraîne à la récitation d’œuvres de poètes anglais.
Catherine Meares meurt en 1772, et Charlotte, en tant que dernière fille vivante d’Henry Brooke, doit s’occuper de son père alors que son état de santé se dégrade. À la mort d’Henry, en 1793, Charlotte Brooke se retrouve seule et dans une mauvaise situation financière. Sa première traduction publiée apparaît dans Historical Memoirs of the Irish Bards, écrit par Joseph Cooper Walker, un ami de son père. À partir de 1787, elle recense des ballades, poésies et chansons traditionnelles irlandaises transmises oralement pour constituer Reliques of Irish Poetry. Elle tente de rejoindre l’Académie Royale d’Irlande en tant que gouvernante − puisque les femmes ne peuvent pas en être membre à l’époque − mais finit par retirer sa candidature par manque de soutien. Cependant, certains des membres (dont J. C. Walker) reconnaissent la valeur de ses traductions et l’encouragent à faire paraître Reliques of Irish Poetry, qui est finalement publié en 1789. Le titre retenu fait écho au recueil Reliques of Ancient Poetry, paru en 1765 et compilé par Thomas Percy.
Durant l’hiver 1792-1793, elle entreprend un voyage à Dublin, qu’elle écourte pour retourner à Longford, où elle habite avec des amis ; elle y meurt peu de temps après, le 29 mars 1793, d’une mauvaise fièvre. Son éloge funèbre paraît dans la revue Anthologia Hibernica en avril 1793.

## Ouvrages
- Reliques of Irish Poetry (1789)
- The school for Christians in dialogue for the use of children (1791)
- A Dialogue between a Lady and Her Pupils, Decribing a Journey through England and Wales (1796)
- Emma, or, The Foundling of the Wood (1803)